# 日本SC遊園協会
日本SC遊園協会（Nihon Shopping Center Amusement Park Operator's Association、略称NSA）は、日本国内の百貨店、ショッピングセンターなどでアミューズメント施設を運営する業者による、かつて存在した全国組織。

## 概要
1985年、ゲームセンターが風適法に取り込まれたことを受け、日本アミューズメントオペレーター協会（NAO）が解散となり、本団体が1月30日に設立（同年8月22日・警察庁届出団体第2号）。遅れて同年10月23日には、全日本アミューズメント施設営業者協会連合会（AOU）の母体となる任意団体「全日本アミューズメントマシン・オペレーター連合会」が、NAOより派生して設立されている。会員数は66社（平成22年5月現在）。会長は内田博（株式会社友栄代表取締役会長）。業界団体として自主的なガイドラインを策定し、これを会員各社が守ることにより、青少年の健全育成の観点からも問題のない店舗運営を目指していた。
2012年4月、全日本遊園施設協会（JAPEA）とともに、一般社団法人日本アミューズメントマシン協会に統合。同団体のSC施設事業部、遊園施設事業部として存続している。